# Navlestreng
En navlestreng er en bindevævsstreng, der indeholdende kar, som forbinder moderkagen og fosteret. 
Ved fødslen er navlestrengen omkring 50 cm lang. Det geléagtige bindevæv omgives af tre blodkar; en tykvægget navlevene, som fører oxygenrigt blod og næringsstoffer til fosteret, samt to tyndvæggede navlearterier, der fører oxygenfattigt blod med affaldsstoffer fra fosteret til moderkagen. Ved fødslen bliver navlestrengen klippet over, og det nyfødte barn får en klemme, tråd eller elastik om navlestumpen, som ikke indeholder nogle nerver. Navlestumpen falder senere af helt af sig selv.
Blod fra navlestrengen indeholder store mængder stamceller, og er således særdeles nyttigt at anvende i forbindelse med opsamling af stamceller. Det er de tidligste stamceller, man kan skaffe uden at beskadige fosteret, hvilket gør dem særligt interessante. Etisk Råd har i en udtalelse konkluderet, at forskning, som afdækker hvor stort et potentiale der i disse stamceller, bør fremmes.
Ca. en procent af nyfødte børn har udelukkende to blodkar i navlestrengen (single umbilical arterie), og denne anomali kan være associeret til alvorlige misdannelser, kromosomfejl og prænatal væksthæmning. 